# Vîrka, Sarnî
Vîrka (în ucraineană Вирка) este un sat în comuna Velîke Verbce din raionul Sarnî, regiunea Rivne, Ucraina.

## Demografie
Componența lingvistică a localității Vîrka
     Ucraineană (100%)
Conform recensământului din 2001, toată populația localității Vîrka era vorbitoare de ucraineană (100%).